# Adam Pecold
Adam Pecold (ur. 18 maja 1946 w Katowicach, zm. 25 września 2013 w Chorzowie) – polski trener piłki ręcznej, zdobywca tytułu mistrza Polski z żeńską drużyną Ruchu Chorzów (1973, 1974, 1975).

## Kariera sportowa
W młodości grał w piłkę ręczną w MKS Katowice i AZS Katowice. W 1969 ukończył studia na Akademii Wychowania Fizycznego w Warszawie. Już w czasie studiów prowadził żeńską drużynę AZS Warszawa (1966-1969), albowiem karierę zawodniczą przerwała wykryta wada serca. Po studiach prowadził żeńskie drużyny Azotów Chorzów (1969-1972), Ruchu Chorzów (1972-1976), AZS Katowice (1976-1981), ponownie Ruchu (1981-1991), francuski zespół HBVC Villeneuve D'Asco Lille (1991-1993), kolejny raz Ruch Chorzów (1993-1995), męski zespół Pogoń Zabrze (1995-1998), czwarty raz Ruch Chorzów (1998-2003) i SMS Gliwice (od 2003). Był II trenerem reprezentacji Polski seniorek (1970-1975), prowadził także młodzieżową reprezentację Polski (2004-2005) i reprezentację Polski juniorek (od 2006).
Jego największymi sukcesami w karierze było trzykrotnie mistrzostwo Polski z Ruchem Chorzów (1973, 1974, 1975), tytuł wicemistrzowski w 1976 i brązowy medal mistrzostw Polski w 1982, a także mistrzostwo Polski juniorek z Ruchem w 1995.
Jego żoną była reprezentacyjna piłkarka ręczna Teresa Pecold.